# جواهرات تراش‌نخورده
جواهرات تراش‌نخورده (انگلیسی: Uncut Gems) یک فیلم جنایی هیجانی محصول ایالات متحده آمریکا به کارگردانی برادران سفدی و بازی آدام سندلر در نقش اصلی است. فیلم‌نامه این فیلم توسط برادران سفدی و رانلد برانستین نوشته‌شده‌است. علاوه بر سندلر به سایر بازیگران این فیلم چون کوین گارنت، ایدینا منزل و کیت استنفیلد می‌توان اشاره کرد.
نمایش اولیه «جواهرات تراش‌نخورده» در تاریخ ۳۰ اوت ۲۰۱۹ در جشنواره فیلم تلیوراید صورت پذیرفت و تاریخ اکران عمومی آن، ۱۳ دسامبر ۲۰۱۹ بود. اکران سینمایی این فیلم در ایالات متحده آمریکا توسط ای ۲۴ انجام می‌گردد و در سایر کشورها به صورت آنلاین توسط نت‌فلیکس منتشر شد. این فیلم مورد تحسین منتقدان قرار گرفت، به ویژه برای بازی سندلر، که بسیاری از منتقدان آن را بهترین بازی حرفه‌ای او توصیف کردند. این فیلم همچنین توسط هیئت ملی بازبینی فیلم در فهرست ده فیلم برتر ۲۰۱۹ گنجانده شد.

## داستان
در سال ۲۰۱۰، معدنچیان یهودی اتیوپیایی یک اپال سیاه کمیاب را از معدن ولو در اتیوپی بازیابی کردند. در سال ۲۰۱۲، هاوارد رتنر (Howard Ratner؛ آدام سندلر) یک آمریکایی یهودی و معتاد به قمار، شرکت KMH، یک جواهرفروشی در منطقهٔ الماس شهر نیویورک را اداره می‌کند. هاوارد برای پرداخت بدهی‌های قمار خود، که شامل ۱۰۰٫۰۰۰ دلار به رباخواری به نام آرنو (اریک بوگوسیان) که همچنین برادرزنش است، تقلا می‌کند. زندگی خانگی او بین همسرش دینا که پس از عید پسح با طلاق موافقت کرده‌است و دوست دخترش جولیا که کارمند KMH است تقسیم می‌شود.
دمنی (Demany؛ کیت استنفیلد)، همکار تجاری هاوارد، ستاره بسکتبال کوین گارنت را به KMH می‌آورد. زمانی او در آنجا حضور دارد، اپال سیاه که هاوارد قاچاق کرده بود، از راه می‌رسد. گارنت با آن وسواس زیادی پیدا می‌کند و اصرار دارد که آن را پیش خودش نگه دارد تا در پلی‌آفس ان‌بی‌ای فصل ۲۰۱۲–۲۰۱۱ موفق باشد. هاوارد با اکراه موافقت می‌کند و انگشتر قهرمانی ان‌بی‌ای از فینال‌های ۲۰۰۸ گارنت را به عنوان وثیقه می‌پذیرد.
هاوارد پس از خروج گارنت، حلقه را به گرو می‌گذارد و آن را را در بازی شش طرفه قرار می‌دهد و شرطبندی می‌کند که او در بازی آن شب فوق‌العاده بازی خواهد کرد، که همچنین می‌شود. دمنی روز بعد به هاوارد می‌گوید که گارنت هنوز اپال را در اختیار دارد و او را عصبانی می‌کند. هاوارد در بازی مدرسهٔ دخترش توسط آرنو و دست‌اندرکاران مافیای او، فیل و نیکو، کمین می‌شود. شرطبندی او باید ۶۰۰٫۰۰۰ دلار برای او به ارمغان بیاورد، اما آرنو شرط را متوقف کرده‌است، زیرا با پولی که هاوارد به او بدهکار بود انجام شده‌است. فیل و نیکو، هاوارد را برهنه می‌کنند و او را در صندوق عقب ماشینش حبس کرده و او را مجبور می‌کنند که از دینا کمک بخواهد.
هاوارد در یک مهمانی کلوپ شبانه که توسط خواننده د ویکند برگزار شده بود با دمنی ملاقات می‌کند تا اپال را بازیابی کند، اما متوجه می‌شود که گارنت هنوز آن را در اختیار دارد. هاوارد سپس جولیا را در حال انجام کوکائین در حمام با د ویکند می‌یابد و با این باور که آنها در حال داشتن رابطه جنسی هستند، با او درگیر می‌شود. هاوارد با احساس خیانت با جولیا روبرو شده و از او می‌خواهد که از آپارتمانش نقل مکان کند.
گارنت، اپال را قبل از حراج پس می‌دهد و پیشنهاد خرید آن را به قیمت ۱۷۵٫۰۰۰ دلار می‌دهد، اما هاوارد قبول نمی‌کند، زیرا معتقد است ارزش آن بسیار بیشتر است. گارنت حلقه‌اش را پس می‌خواهد، اما هاوارد به دروغ می‌گوید که در خانه‌اش است. هاوارد پس از خروج گارنت با ناراحتی، دمنی را به خاطر اجازه دادن به گارنت برای مدت طولانی نگه داشتن اوپال مورد سرزنش قرار می‌دهد. دمی با عصبانیت استعفا می‌دهد و دفتر هاوارد را به تخریب می‌کند. پس از یک شام ناخوشایند در عید پسح، دینا درخواست هاوارد را برای دادن فرصتی دوباره به ازدواج آنها رد می‌کند.
هاوارد درست قبل از شروع حراج متوجه می‌شود که اپال در واقع به میزان قابل توجهی کمتر از برآورد اولیه ۱ میلیون دلاری او ارزیابی شده‌است. او پدرشوهرش گوئی (Gooey) را متقاعد می‌کند که برای بالا بردن قیمت این جواهر پیشنهاد دهد، اما وقتی گارنت نتوانست پیشنهاد نهایی گوئی را بالا ببرد، این طرح نتیجه معکوس می‌دهد. در نتیجه یک گوئی خشمگین پیش از اینکه آرنو، فیل و نیکو به او در خارج از خانه حراج حمله کنند، اپال را به هاوارد می‌دهد. او خونین و گریان به KMH برمی گردد. جولیا به او دلداری می‌دهد و آنها آشتی می‌کنند.
هاوارد متوجه می‌شود که گارنت همچنان می‌خواهد اپال را بخرد، بنابراین در KMH به او پول نقد پرداخت می‌کند. اگرچه هاوارد می‌توانست بدهی‌اش را به آرنو بپردازد، اما از جولیا می‌خواهد که پول نقد را روی گارنت که عملکرد قوی‌ای دارد، سه طرفه بگذارد. آرنو، فیل و نیکو درست پیش از خروج گارنت به KMH می‌رسند، اما جولیا پیش از اینکه آنها وارد دفتر هاوارد شوند، فرار می‌کند. اراذل او را پیدا کرده و تهدید می‌کنند، در حالی که او با هلیکوپتر به کازینو موهیگان سان می‌رود تا شرطبندی کند. آرنو به هاوارد می‌گوید که با جولیا تماس بگیرد و آن را لغو کند، اما او قبول نمی‌کند. این سه خشمگینانه سعی می‌کنند او را تعقیب کنند، اما هاوارد آنها را بین درهای امنیتی فروشگاه قفل می‌کند. او بازی را از تلویزیون تماشا می‌کند و با اشاره به همدستان اوباش طرف دادگاه در حالی که آنها در دام مانده‌اند، به این سه نفر طعنه می‌زند.
بوستون سلتیکسِ گارنت برندهٔ بازی شد و هاوارد ۱٫۲ میلیون دلار به دست آورد. او با وجد سه نفر اراذل و اوباش را آزاد می‌کند، اما فیل، خشمگینانه به صورت هاوارد شلیک می‌کند و بلافاصله او را می‌کشد. آرنو پیش از اینکه بخواهد فرار کند اعتراض می‌کند و باعث می‌شود فیل نیز او را با شلیک گلوله بکشد. جولیا با برنده‌شدن هاوارد کازینو را ترک می‌کند و فیل و نیکو فروشگاه را غارت می‌کنند.

## بازیگران
- آدام سندلر در نقش هاوارد رتنر، جواهرساز یهودی و معتاد به قمار
- کیت استنفیلد در نقش دمنی، واسطه‌ای که برای هاوارد مشتریان جذب می‌کند
- جولیا فاکس در نقش جولیا دی فیوره، کارمند و دوست دختر هاوارد
- کوین گارنت در نقش خودش، یک بسکتبالیست حرفه‌ای برای بوستون سلتیکس که به اپال کمیاب هاوارد علاقه دارد
- ایدینا منزل در نقش دینا رتنر، همسر سابق هاوارد
- اریک بوگوسیان در نقش آرنو مرادیان، یک رباخوار و برادر زن هاوارد
- جاد هیرش در نقش گوئی، پدر زن هاوارد
- کیت ویلیام ریچاردز در نقش فیل، سرسپردهٔ تندخو آرنو
- تامی کومینیک در نقش نیکو، سرسپردهٔ آرنو
- جاناتان آرانبایف در نقش ادی رتنر، پسر بزرگ هاوارد
- نوآ فیشر در نقش مارسل رتنر، دختر هاوارد
- جیکوب ایگیلسکی در نقش بنی راتنر، پسر کوچکتر هاوارد
- د ویکند، در نقش خودش
- آن دوانگ در نقش آن

## بازخورد

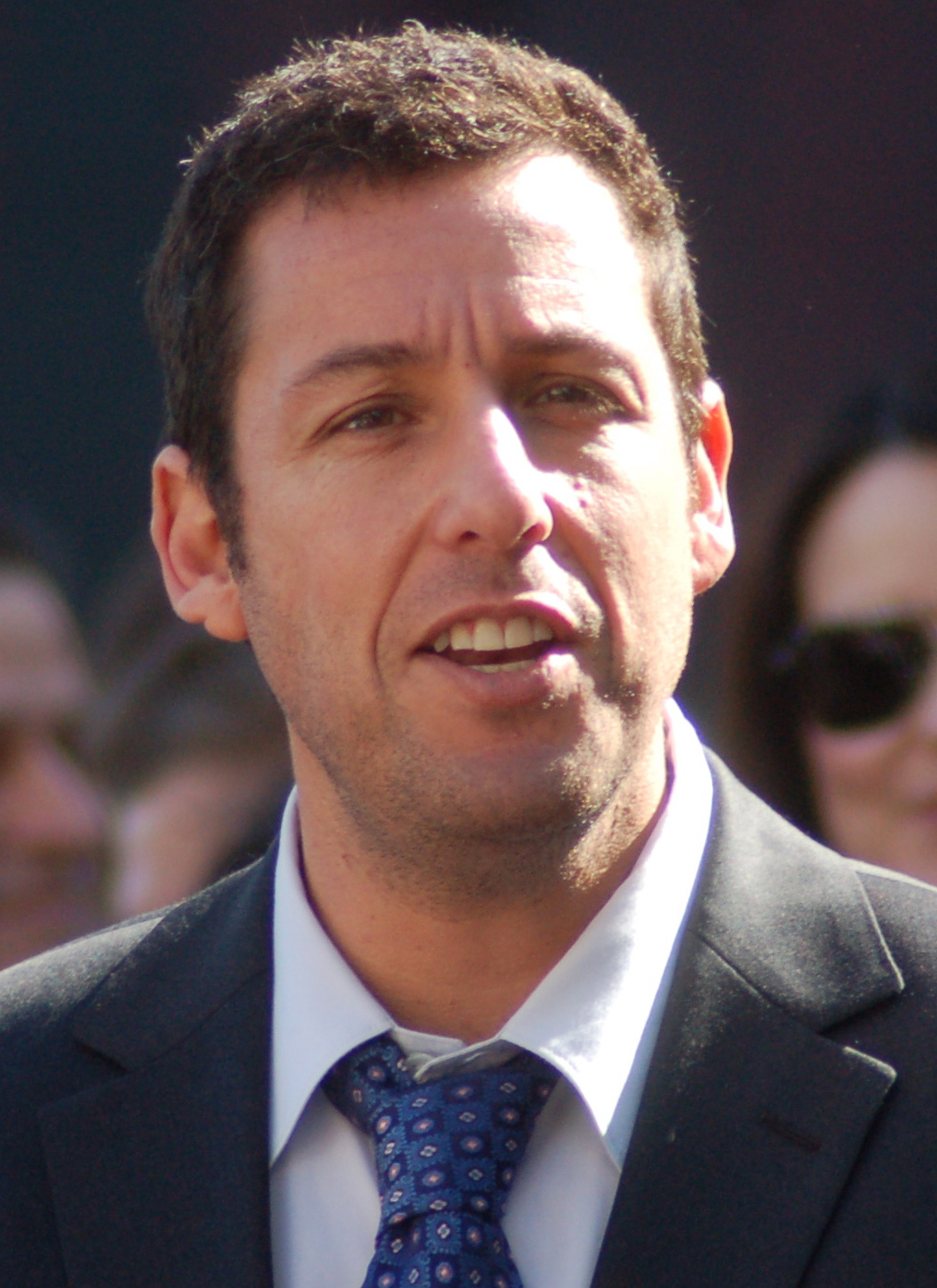
اجرای آدام سندلر تحسین منتقدان را برانگیخت و چندین منتقد آن را بهترین از کارنامه کاری او دانستند.

### فروش گیشه
این فیلم در آخر هفته افتتاحیه محدود خود، ۵۳۷٬۲۴۲ دلار از پنج سالن سینما با میانگین ۱۰۷٬۴۴۸ دلار در هر سالن به دست آورد، که بالاترین میزان برای ای ۲۴ و دومین بهترین مجموع در سال ۲۰۱۹ است سپس در دومین آخر هفته خود ۲۴۱٫۴۳۱ دلار به دست آورد. این فیلم در اولین روز اکران گسترده ۵٫۹ میلیون دلار (شامل ۱٫۱ میلیون دلار از پیش نمایش در شب کریسمس)، بالاترین درآمد یک روزه در تاریخ ای ۲۴ بود. در این پنج روز مجموعاً ۱۸٫۵ میلیون دلار (۹٫۶ میلیون دلار در آخر هفته) به فروش رسید و در گیشه ششم شد. در دومین آخر هفتهٔ اکران گسترده، این فیلم ۷٫۵ میلیون دلار فروش کرد و در رتبه هشتم ایستاد. با ۵۰ میلیون دلار، جواهرات تراش‌نخورده پردرآمدترین فیلم ای ۲۴ در داخل کشور بود تا اینکه در ماه مهٔ ۲۰۲۲ همه‌چیز همه‌جا به یکباره از آن پیشی گرفت.

### پاسخ انتقادی
در وبگاه جمع‌آوری نقد راتن تومیتوز، ٪۹۲ از ۳۴۳ بررسی منتقدان مثبت است، و میانگینِ امتیاز آن ۸٫۴/۱۰ است. اجماع این وبگاه چنین می‌نویسد: «جواهرات تراش‌نخورده نقش سفدی‌ها را مجدداً به عنوان استادان سینمای دلهره‌آور تأیید می‌کند - و همچنین ثابت می‌کند که اگر مواد مناسب به آدام سندلر داده شود، او یک بازیگر دراماتیک فوق‌العاده باقی می‌ماند.» این فیلم در متاکریتیک که از میانگین وزنی استفاده می‌کند، بر اساس نظر ۵۶ منتقدین امتیاز ۹۱ از ۱۰۰ را کسب کرده که نشان‌گر «تحسین همگانی» است. تماشاگرانی که توسط سینماسکور در طول اکران محدود فیلم مورد نظرسنجی قرار گرفتند به آن نمره متوسط «-A» در مقیاس «+A» تا «F» دادند. پس از اکران گسترده، امتیاز «+C» و همچنین میانگین ۲ از ۵ ستاره در پست‌ترک گزارش شد.

### جوایز
منتقدان و مفسران، سندلر را برای بازی در جواهرات تراش‌نخورده رقیب مناسبی برای نامزدی جایزه اسکار بهترین بازیگر نقش اول مرد می‌دانستند. سندلر در دسامبر ۲۰۱۹ در مصاحبه‌ای با هاوارد استرن قول داد که اگر برای جواهرات تراش‌نخورده اسکار را دریافت نکند، «بدترین فیلم تاریخ» را بسازد و گفت: «اگر آن را نگیرم، می‌روم [...] و دوباره با فیلمی برمی‌گردم، که عمداً خیلی بد خواهد بود، فقط برای اینکه همه شما پول بدهید. اینطوری آنها را به دست می‌آورم.» زمانی که نامزدهای نود و دومین جوایز اسکار در ژانویه ۲۰۲۰ معرفی شدند، سندلر نامزدی دریافت نکرد. سندلر در توئیتی در واکنش به این اعلامیه، به کتی بیتس—همبازی سابقش در آبدارچی (۱۹۹۸)—برای نامزدی بهترین بازیگر نقش مکمل زن تبریک گفت و نوشت: «خبر بد: سندمن هیچ عشقی از آکادمی دریافت نمی‌کند. خبر خوب: سندمن می‌تواند پوشیدن کت و شلوار را متوقف کند.»
این فیلم در فهرست‌های برتر پایان سال بسیاری از منتقدان رتبهٔ بالایی کسب کرد و متاکریتیک این اشاره‌ها را گردآوری کرده و فیلم را در رتبهٔ پنجم کلی در سال ۲۰۱۹ قرار داد. این فیلم توسط ای. وی. کلاب به عنوان نود و دومین فیلم برتر دهه ۲۰۱۰ انتخاب شده‌است.
| جایزه                        | تاریخ مراسم    | رده                                   | دریافت‌کننده                                 | نتیجه    |
| ---------------------------- | -------------- | ------------------------------------- | ------------------------------------------- | -------- |
| انجمن بازیگران آمریکا        | ۳۰ ژانویه ۲۰۲۰ | فیلم کمدی با بودجه بزرگ               | فرانسین میسلر                               | نامزدشده |
| جوایز فیلم به انتخاب منتقدان | ۱۲ ژانویه ۲۰۲۰ | بهترین فیلم                           | جواهرات تراش‌نخورده                          | نامزدشده |
| جوایز فیلم به انتخاب منتقدان | ۱۲ ژانویه ۲۰۲۰ | بهترین کارگردانی                      | برادران سفدی                                | نامزدشده |
| جوایز فیلم به انتخاب منتقدان | ۱۲ ژانویه ۲۰۲۰ | بهترین بازیگر مرد                     | آدام سندلر                                  | نامزدشده |
| جوایز فیلم به انتخاب منتقدان | ۱۲ ژانویه ۲۰۲۰ | بهترین تدوین                          | رانلد برانستین و بنی سفدی                   | نامزدشده |
| جامعه منتقدان فیلم دیترویت   | ۹ دسامبر ۲۰۱۹  | بهترین بازیگر مرد                     | آدام سندلر                                  | نامزدشده |
| جامعه منتقدان فیلم دیترویت   | ۹ دسامبر ۲۰۱۹  | بهترین استفاده از موسیقی              | جواهرات تراش‌نخورده                          | نامزدشده |
| حلقه منتقدان فیلم فلوریدا    | ۲۳ دسامبر ۲۰۱۹ | بهترین فیلمنامه اصلی                  | رونالد برونشتاین، بنی سفدی و جاش سفدی       | برنده    |
| حلقه منتقدان فیلم فلوریدا    | ۲۳ دسامبر ۲۰۱۹ | بهترین موسیقی فیلم                    | وان‌اوهتریکس پوینت نور                       | برنده    |
| جایزه تمشک طلایی             | ۱۶ مارس ۲۰۲۰   | جایزه رازی ردیمر                      | آدام سندلر                                  | نامزدشده |
| جوایز گاتهام                 | ۲ دسامبر ۲۰۱۹  | بهترین فیلم بلند                      | جواهرات تراش‌نخورده                          | نامزدشده |
| جوایز گاتهام                 | ۲ دسامبر ۲۰۱۹  | بهترین بازیگر مرد                     | آدام سندلر                                  | نامزدشده |
| جوایز گاتهام                 | ۲ دسامبر ۲۰۱۹  | بازیگر مرد موفقیت‌آمیز                 | جولیا فاکس                                  | نامزدشده |
| جایزه ایندیپندنت اسپیریت     | ۸ فوریه ۲۰۲۰   | بهترین فیلم بلند                      | اسکات رودین، الی بوش و سباستین بیر مک کلارد | نامزدشده |
| جایزه ایندیپندنت اسپیریت     | ۸ فوریه ۲۰۲۰   | بهترین کارگردانی                      | بنی سفدی و جاش سفدی                         | برنده    |
| جایزه ایندیپندنت اسپیریت     | ۸ فوریه ۲۰۲۰   | بهترین بازیگر نقش اول مرد             | آدام سندلر                                  | برنده    |
| جایزه ایندیپندنت اسپیریت     | ۸ فوریه ۲۰۲۰   | بهترین فیلمنامه                       | رونالد برونشتاین، بنی سفدی و جاش سفدی       | نامزدشده |
| جایزه ایندیپندنت اسپیریت     | ۸ فوریه ۲۰۲۰   | بهترین تدوین                          | رونالد برونشتاین و بنی سفدی                 | برنده    |
| انجمن منتقدان فیلم لس آنجلس  | ۸ دسامبر ۲۰۱۹  | بهترین تدوین                          | رونالد برونشتاین و بنی سفدی                 | رتبه دوم |
| هیئت ملی بازبینی فیلم        | ۸ ژانویه ۲۰۲۰  | بهترین بازیگر مرد                     | آدام سندلر                                  | برنده    |
| هیئت ملی بازبینی فیلم        | ۸ ژانویه ۲۰۲۰  | بهترین فیلمنامه اصلی                  | رونالد برونشتاین، بنی سفدی و جاش سفدی       | برنده    |
| هیئت ملی بازبینی فیلم        | ۸ ژانویه ۲۰۲۰  | ۱۰ فیلم برتر هیئت ملی بازبینی فیلم    | جواهرات تراش‌نخورده                          | برنده    |
| حلقه منتقدان فیلم نیویورک    | ۷ ژانویه ۲۰۲۰  | بهترین کارگردانی                      | بنی سفدی و جاش سفدی                         | برنده    |
| انجمن منتقدان فیلم سن دیگو   | ۹ دسامبر ۲۰۱۹  | بهترین بازیگر مرد                     | آدام سندلر                                  | نامزدشده |
| انجمن منتقدان فیلم سن دیگو   | ۹ دسامبر ۲۰۱۹  | بهترین کارگردان                       | بنی سفدی و جاش سفدی                         | برنده    |
| انجمن منتقدان فیلم سن دیگو   | ۹ دسامبر ۲۰۱۹  | بهترین فیلمنامه اصلی                  | بنی سفدی و جاش سفدی                         | رتبه دوم |
| انجمن منتقدان فیلم سن دیگو   | ۹ دسامبر ۲۰۱۹  | بهترین تدوین                          | رونالد برونشتاین و بنی سفدی                 | رتبه دوم |
| جایزه ستلایت                 | ۱۹ دسامبر ۲۰۱۹ | بهترین فیلم سینمایی – کمدی یا موزیکال | جواهرات تراش‌نخورده                          | نامزدشده |
| جایزه ستلایت                 | ۱۹ دسامبر ۲۰۱۹ | بهترین بازیگر مرد – کمدی یا موزیکال   | آدام سندلر                                  | نامزدشده |
| جوایز ساترن                  | ۲۰۲۱           | بهترین فیلم دلهره‌آور                  | جواهرات تراش‌نخورده                          | نامزدشده |
| انجمن منتقدان فیلم سیاتل     | ۱۹ دسامبر ۲۰۱۹ | بهترین تصویر                          | جواهرات تراش‌نخورده                          | نامزدشده |
| انجمن منتقدان فیلم سیاتل     | ۱۹ دسامبر ۲۰۱۹ | بهترین کارگردان                       | بنی سفدی و جاش سفدی                         | نامزدشده |
| انجمن منتقدان فیلم سیاتل     | ۱۹ دسامبر ۲۰۱۹ | بهترین بازیگر مرد                     | آدام سندلر                                  | نامزدشده |
| انجمن منتقدان فیلم سیاتل     | ۱۹ دسامبر ۲۰۱۹ | بهترین تدوین فیلم                     | رونالد برونشتاین و بنی سفدی                 | برنده    |
| انجمن منتقدان فیلم سیاتل     | ۱۹ دسامبر ۲۰۱۹ | بهترین موسیقی متتن                    | دانیل لوپاتین                               | برنده    |
| انجمن منتقدان فیلم سنت لوئیس | ۱۵ دسامبر ۲۰۱۹ | بهترین بازیگر مرد                     | آدام سندلر                                  | برنده    |